# Zdenka Kratochvílová
Zdenka Kratochvílová, nebo také Zdeňka Kratochvílová (14. listopadu 1936 Praha – 22. března 2024 Praha), byla česká tanečnice, mim, choreografka a pedagožka. Jejím manželem byl krátce mim Ladislav Fialka.

## Život
Narodila se jako druhé ze třech dětí a vyrůstala ve vile na Hanspaulce. Její tatínek, který byl advokátem, kvůli změně politických poměrů onemocněl[ujasnit] a po roce 1948 musela mít rodina podnájemníky. I kvůli toho začala maminka, která byla v domácnosti, pracovat jako účetní, a živit tak rodinu. Právě maminka milovala operu, francouzštinu a balet a díky ní se Zdenka Kratochvílová chodívala učit hrát na piáno a do baletu Národního divadla k Zdence Zabylové a následně k Milče Mayerové. Kvůli nedobrému kádrovému posudku, protože její otec chodil do kostela a vlastnili vilu, se rozhodla po vystudování základní školy v roce 1952 studovat na Státní konzervatoři obor moderní a novodobý tanec. Školu dokončila v roce 1956. Už během studia se stala společně s ostatními spolužáky členkou pantomimické skupiny Ladislava Fialky a jejich první představení bylo Námořníci, které předvedli na nádvoří pražského Klementina v roce 1956. Když Ladislav Fialka odešel na vojnu s dalšími členy, šla učit kvůli rozpadajícímu se kloubu na nártu na hudební školu do Domažlic. V roce 1958 se dala skupina zpátky dohromady a stála společně s dalšími herci u začátků Divadla Na zábradlí, kde zprvu působili jako tanečníci. Následně se divadlo rozdělilo na činohru a pantomimu a po úspěchu na mezinárodním pantomimickém festivalu v Západním Berlíně začali jezdit účinkovat po celém světě. V roce 1969 se s Ladislavem Fialkou na Karlštejně vzali, ale kvůli tlaku neustálých stresů spojených s častými zahraničními zájezdy se manželství během jednoho roku rozpadlo.
Po rozvodu postupně odcházela z Pantomimy Na zábradlí, až v roce 1975 definitivně odešla. Během svého působení si zde například zahrála v inscenacích Blázni, Capricho, Cesta, Colombina, Devět klobouků na Prahu, Dolores, Etudy, Kdyby tisíc klarinetů, Knoflík, Lásky? a Pantomima Na zábradlí.
V roce 1973 byla přizvána ke spolupráci na nově vznikajícím představení v Divadle hudby, kde vytvořila a vystupovala pro děti v roli Klauna Animuka, který byl charakteristický pro své zrzavé vlasy, zelený klobouček, červený nos a přicházení na jeviště s nůší a kufrem. Následně se v roce 1974 s Klaunem Animukem přestěhovala do divadelního sálu Domu dětské knihy Albatros na Perštýně a společně s Lídou Engelovou založily Kapesní divadlo. K nemluvnému Klaunu Animukovi přibyl Klaun Anikrok, přičemž tohoto vážného a nehybného klauna hráli Miroslav Nohýnek nebo Ladislav Mrkvička. Mimo dětských inscenací, se kterými i vystupovali s Pragokoncertem v zahraničí, hráli také inscenace pro dospělé, a to až do roku 1987, kdy divadlo přestalo existovat. Od roku 1975 začala učit na hudebně dramatickém oddělení Státní konzervatoře v Praze a na nabídky Ivana Vyskočila začala učit na katedře autorské tvorby a pedagogiky DAMU v oboru pohybová výchova. Působila také na katedře výchovné dramatiky. Mimo jiné v činohře spolupracovala jako choreografka na pohybové složce řady představení a jednou z nejvýznamnějších spolupracích byla například s Janem Grossmanem v Divadle S. K. Neumanna v letech 1980 až 1989.
 Za svou práci obdržela v roce 2019 Cenu Thálie za celoživotní mistrovství v kategorii balet, pantomima a jiný tanečně dramatický žánr, kterou za ní převzala Lída Engelová.

## Ocenění
- 2019 Cena Thálie za celoživotní mistrovství v oboru balet, pantomima nebo jiný tanečně dramatický žánr